# Łokomotyw Charków (piłka siatkowa)

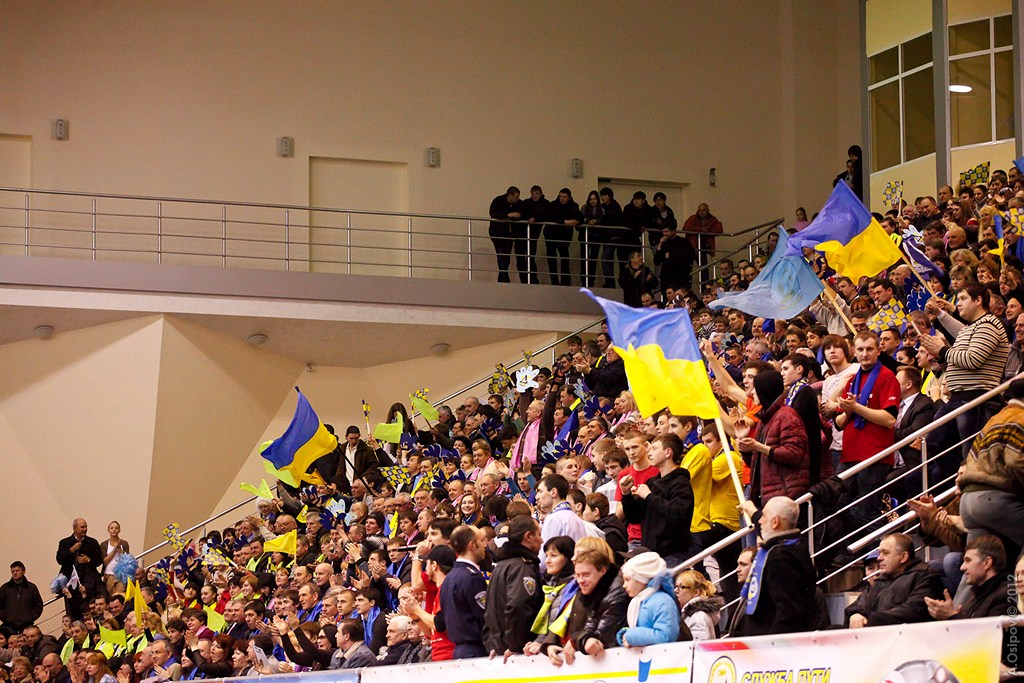
Kibice Łokomotywa Charków

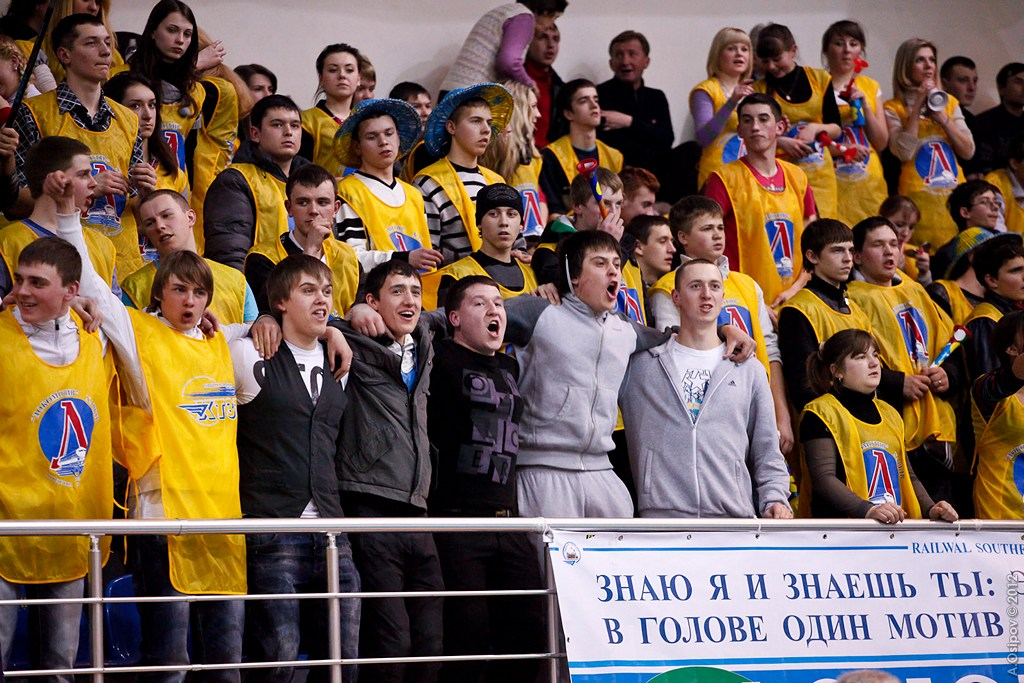
Kibice Łokomotywa Charków

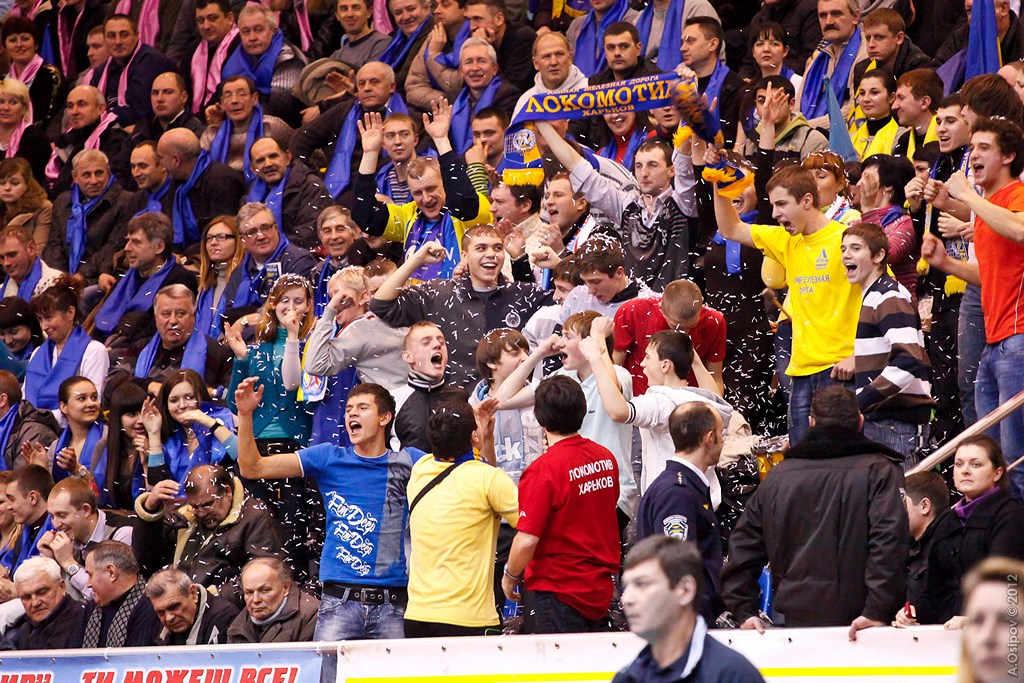
Kibice Łokomotywa Charków

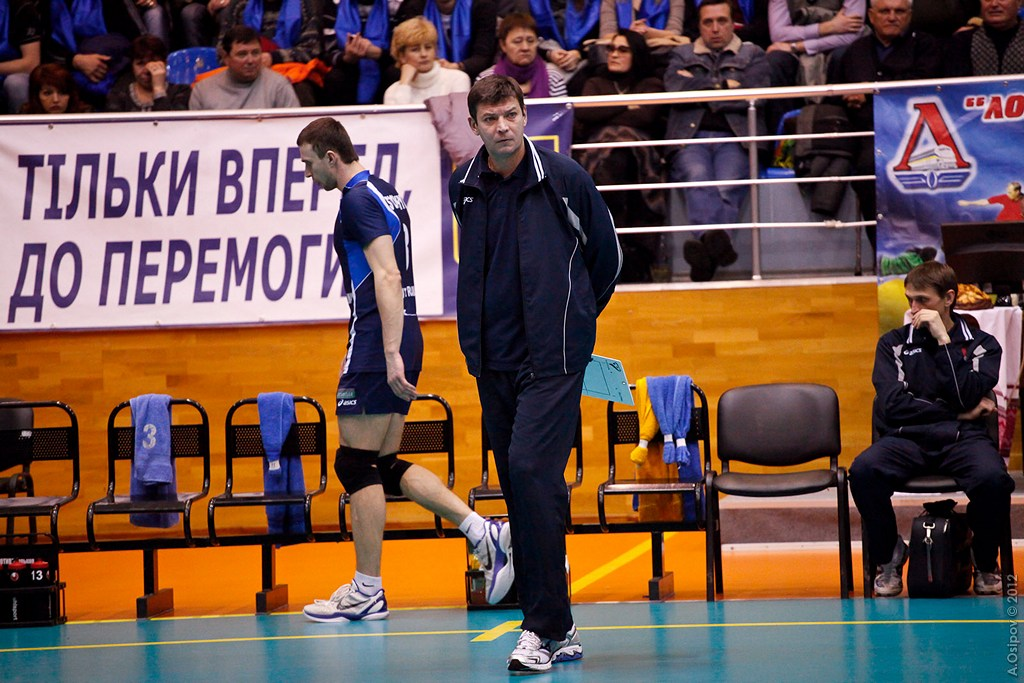
Jurij Filippow trenerem Łokomotywa Charków w latach 2006-2009 i 2011-2016

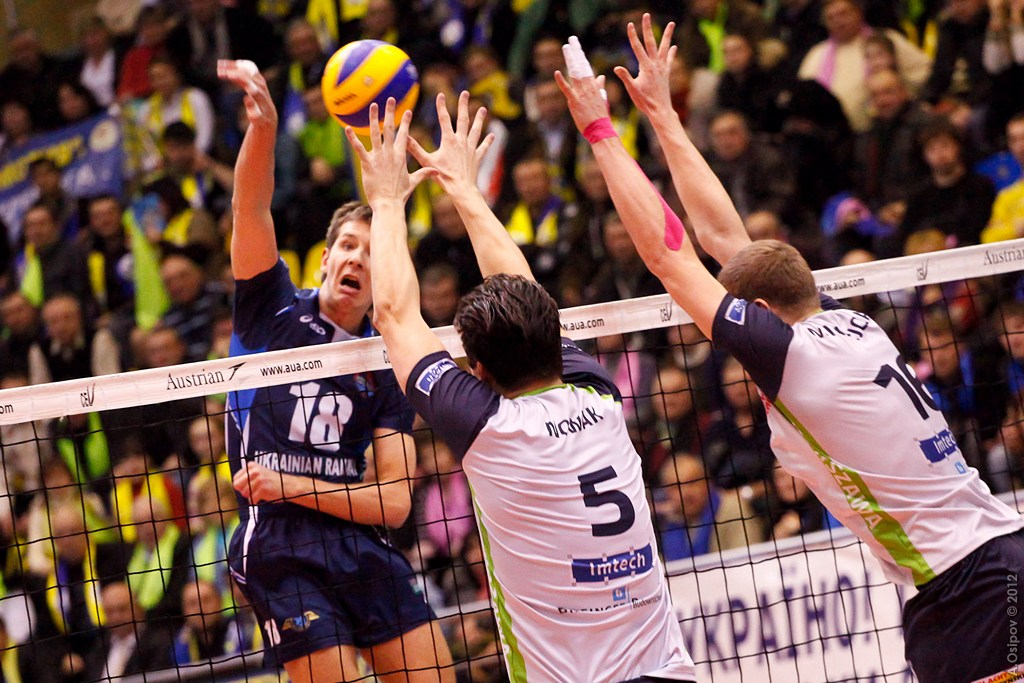
Mecz ćwierćfinałowy Pucharu Challenge pomiędzy Łokomotywiem Charków a AZS-em Politechniką Warszawską w sezonie 2011/2012 (29.02.2012)

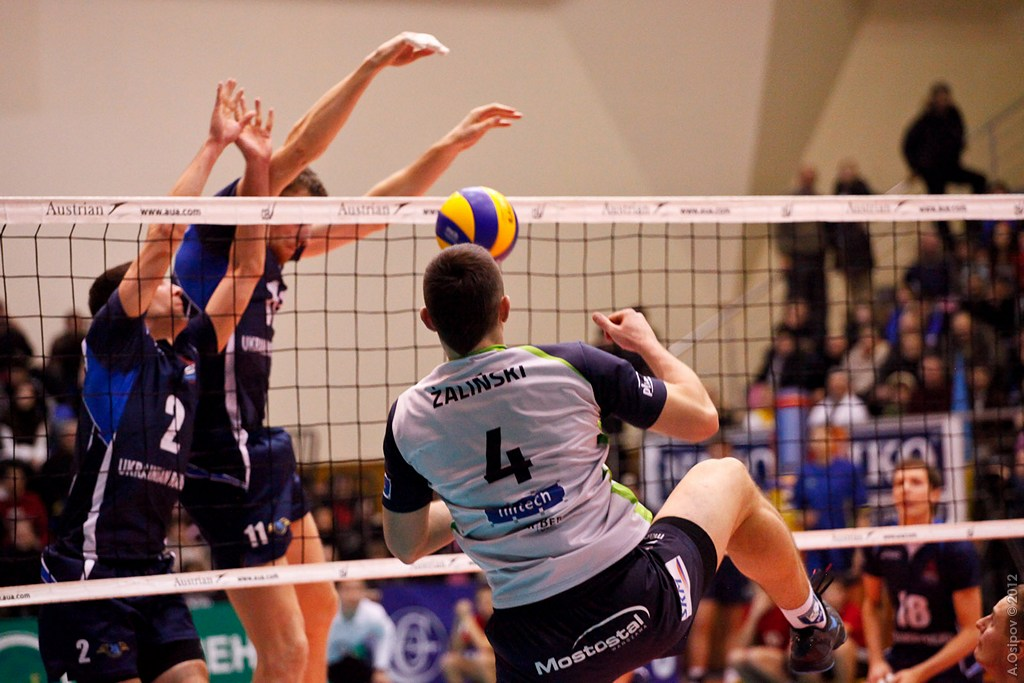
Mecz ćwierćfinałowy Pucharu Challenge pomiędzy Łokomotywiem Charków a AZS-em Politechniką Warszawską w sezonie 2011/2012

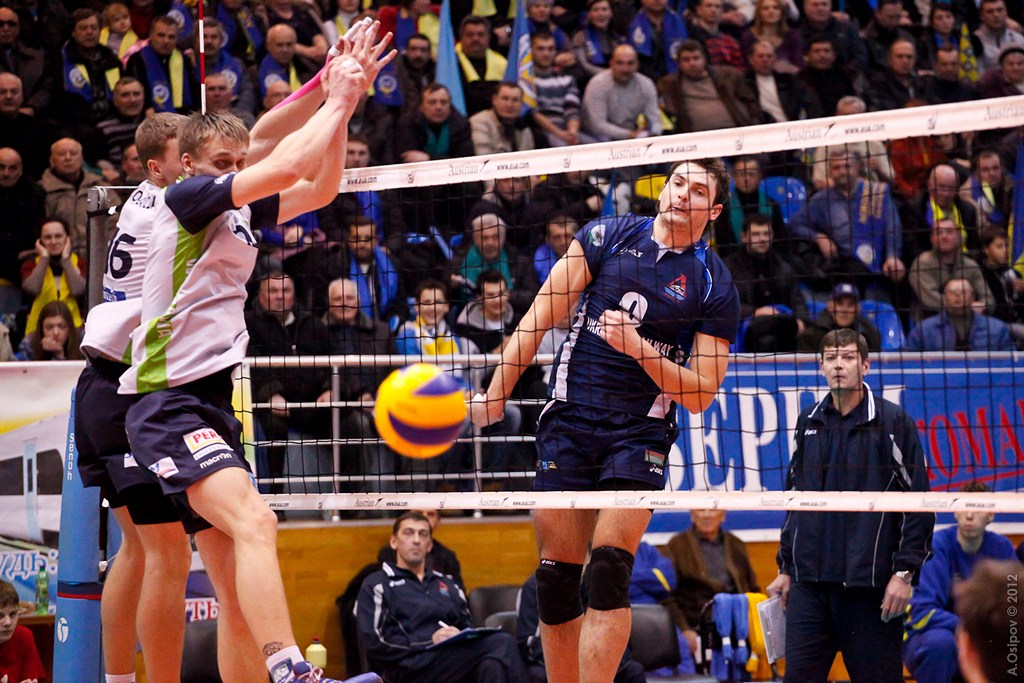
Mecz ćwierćfinałowy Pucharu Challenge pomiędzy Łokomotywiem Charków a AZS-em Politechniką Warszawską w sezonie 2011/2012

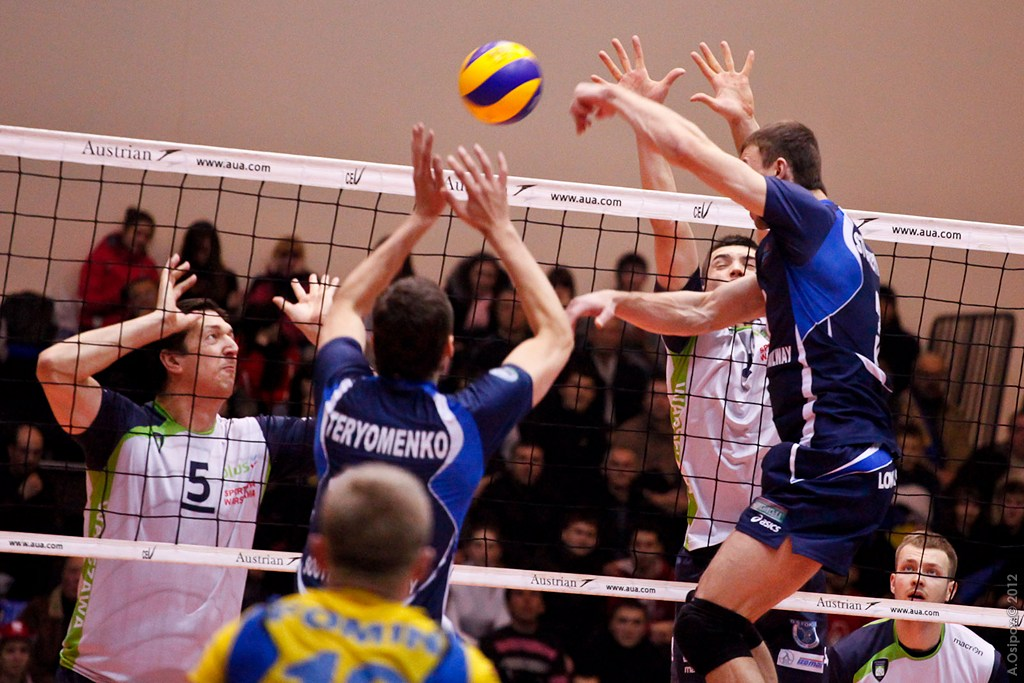
Mecz ćwierćfinałowy Pucharu Challenge pomiędzy Łokomotywiem Charków a AZS-em Politechniką Warszawską w sezonie 2011/2012

Łokomotyw Charków (ukr. «Локомотив» Харків, „Łokomotyw” Charkiw, ros. «Локомотив» Харьков, „Łokomotiw” Char’kow) – ukraiński męski klub siatkarski z siedzibą w Charkowie, założony w 1973 roku.

## Historia

### Powstanie i gra w ZSRR
W 1973 roku z inicjatywy Mykoły Konarowa, szefa ukraińskiej kompanii kolejowej, powstał w Charkowie klub Łokomotyw. W 1973 roku drużyna męska stała się członkiem mistrzostw ZSRR, gdzie jej najwyższym osiągnięciem było zdobycie brązowego medalu w 1978 roku.
Zespół z Charkowa wielokrotnie wygrywał także rozgrywki zespołów kolejowych.

### Gra na Ukrainie
W pierwszych mistrzostwach Ukrainy w 1992 roku Łokomotyw zdobył srebrny medal. W 1994 roku zespół zdobył pierwsze mistrzostwo Ukrainy. W 1995 roku ponownie zdobył srebrny medal mistrzostw Ukrainy. W 2001 roku po raz trzeci w swojej historii Łokomotyw zdobył mistrzostwo Ukrainy. W 2002 roku zespół triumfował zarówno w mistrzostwach i w Pucharze Ukrainy. W 2003 roku zespół obronił mistrzostwo i Puchar Ukrainy i dodatkowo zajął drugie miejsce w Pucharze Top Teams. W 2004 roku Łokomotyw wywalczył szóste w historii klubu mistrzostwo Ukrainy oraz jako pierwszy ukraiński klub siatkarski zdobył Puchar Top Teams.
W 2005 roku zespół został po raz siódmy w historii klubu i piąty z rzędu mistrzem Ukrainy i po raz trzeci zdobywcą Pucharu Ukrainy. Brał także udział w Lidze Mistrzów.
W 2007 rok klub zakończył dopiero na piątym miejscu w lidze. Było to spowodowane dużymi zmianami przed sezonem w kadrze zespołu. W miejsce doświadczonych zawodników w kadrze znaleźli się młodsi zawodnicy: Dmytro Storożyłow, Jewhen Kapajew, Ołeksandr Stacenko, Andrij Łewczenko, Witalij i Kostiantyn Riabucha, Serhij Kowałenko.
W 2008 roku Łokomotyw odzyskał mistrzostwo i Puchar Ukrainy.
W 2011 roku zespół opuścił ukraińską Superligę i został włączony do zreformowanej, otwartej rosyjskiej Superligi. Występował w niej w sezonach 2011/2012, 2012/2013 i 2013/2014. Podczas trzeciej edycji występów, 3 marca 2014 władze klubu podjęły decyzję o wycofaniu drużyny z rozgrywek z powodu aktualnej sytuacji politycznej na Ukrainie.

## Bilans sezon po sezonie
| Sezon     | Rozgrywki ligowe                       | Rozgrywki ligowe                                                      | Puchar Ukrainy                             | Europejskie puchary                                              |
| Sezon     | Poziom                                 | Miejsce                                                               | Puchar Ukrainy                             | Europejskie puchary                                              |
| --------- | -------------------------------------- | --------------------------------------------------------------------- | ------------------------------------------ | ---------------------------------------------------------------- |
| 1991/1992 | Superliga                              | 2. miejsce                                                            |                                            |                                                                  |
| 1992/1993 | Superliga                              | 4. miejsce                                                            | 2. miejsce                                 | Puchar Europy Zdobywców Pucharów – II runda                      |
| 1993/1994 | Superliga                              | 1. miejsce                                                            |                                            |                                                                  |
| 1994/1995 | Superliga                              | 2. miejsce                                                            |                                            | Puchar Europy Mistrzów Klubowych – II runda                      |
| 1995/1996 | Superliga                              | 1. miejsce                                                            |                                            | Puchar Europy Zdobywców Pucharów – faza grupowa                  |
| 1996/1997 | Superliga                              | 4. miejsce                                                            | 2. miejsce                                 | Puchar Europy Mistrzów Klubowych – Faza kwalifikacyjna – I runda |
| 1997/1998 | Superliga                              | 7. miejsce                                                            |                                            |                                                                  |
| 1998/1999 | Superliga                              | 5. miejsce                                                            |                                            |                                                                  |
| 1999/2000 | Superliga                              | 3. miejsce                                                            | 2. miejsce                                 |                                                                  |
| 2000/2001 | Superliga                              | 1. miejsce                                                            | 3. miejsce                                 | Puchar Top Teams – faza grupowa                                  |
| 2001/2002 | Superliga                              | 1. miejsce                                                            | 1. miejsce                                 | Puchar Top Teams – 4 miejsce                                     |
| 2002/2003 | Superliga                              | 1. miejsce                                                            | 1. miejsce                                 | Puchar Top Teams – 2 miejsce                                     |
| 2003/2004 | Superliga                              | 1. miejsce                                                            | 2. miejsce                                 | Puchar Top Teams – 1 miejsce                                     |
| 2004/2005 | Superliga                              | 1. miejsce                                                            | 1. miejsce                                 | Liga Mistrzów – faza grupowa                                     |
| 2005/2006 | Superliga                              | 5. miejsce                                                            |                                            |                                                                  |
| 2006/2007 | Superliga                              | 1. miejsce                                                            | 1. miejsce                                 | Puchar CEV – Faza główna                                         |
| 2007/2008 | Superliga                              | 2. miejsce                                                            | 1. miejsce                                 | Puchar Challenge – II runda                                      |
| 2008/2009 | Superliga                              | 1. miejsce                                                            | 1. miejsce                                 | Puchar Challenge – 1/8 finału                                    |
| 2009/2010 | Superliga                              | 1. miejsce                                                            | 1. miejsce                                 | Puchar Challenge – ćwierćfinał                                   |
| 2010/2011 | Superliga                              | 1. miejsce                                                            | 1. miejsce                                 | Puchar CEV – 1/8 finału                                          |
| 2011/2012 | Superliga ukraińska Superliga rosyjska | 1. miejsce 7. miejsce                                                 | 1. miejsce Puchar Rosji – faza półfinałowa | Puchar CEV – 1/16 finału Puchar Challenge – ćwierćfinał          |
| 2012/2013 | Superliga ukraińska Superliga rosyjska | 1. miejsce 15. miejsce                                                | 1. miejsce                                 | Puchar CEV – półfinał                                            |
| 2013/2014 | Superliga ukraińska Superliga rosyjska | 1. miejsce 16. miejsce                                                | 1. miejsce                                 | Puchar CEV – 1/16 finału Puchar Challenge – III runda            |
| 2014/2015 | Superliga                              | 1. miejsce                                                            | 1. miejsce                                 | Puchar CEV – 1/8 finału                                          |
| 2015/2016 | Superliga                              | 1. miejsce                                                            | 1. miejsce                                 | Puchar CEV – 1/16 finału Puchar Challenge – 1/4 finału           |
| 2016/2017 | Superliga                              | 1. miejsce                                                            | 2. miejsce                                 | Puchar CEV – 1/32 finału                                         |
| 2017/2018 | Superliga                              | 2. miejsce                                                            | 2. miejsce                                 | Puchar Challenge – 1/16 finału                                   |
| 2018/2019 | Wyższa liga                            | 2. miejsce                                                            | Runda wstępna                              |                                                                  |
| 2019/2020 | Superliga                              | Ze względu na pandemię wirusa SARS-CoV-2 rozgrywki zostały przerwane. |                                            |                                                                  |
| 2020/2021 | Superliga                              | 10. miejsce                                                           | III runda                                  |                                                                  |
| 2021/2022 | Wyższa liga                            |                                                                       |                                            |                                                                  |

Poziom rozgrywek:
     najwyższy ogólnokrajowy
     drugi
     trzeci
     czwarty

## Sukcesy
Mistrzostwa ZSRR:
- (1x) 1978

Mistrzostwa Ukrainy:
- (17x) 1994, 1996, 2001, 2002, 2003, 2004, 2005, 2007, 2009, 2010, 2011, 2012, 2013, 2014, 2015, 2016, 2017
- (4x) 1992, 1995, 2008, 2018
- (1x) 2000

Puchar Ukrainy:
- (13x) 2001, 2002, 2004, 2006, 2007, 2008, 2009, 2010, 2011, 2012, 2013, 2014, 2015

Puchar Top Teams:
- (1x) 2004
- (1x) 2003

Superpuchar Ukrainy:
- (1x) 2017

## Kadra

### Sezon 2017/2018
| Nr | Imię i nazwisko                | Data ur. | Wzrost | Pozycja      |
| -- | ------------------------------ | -------- | ------ | ------------ |
| 1  | Maksym Drozd                   | 1991     | 210    | środkowy     |
| 3  | Jewhen Kapajew                 | 1984     | 199    | przyjmujący  |
| 4  | Illa Kowalow                   | 1996     | 198    | przyjmujący  |
| 5  | Ołeh Płotnycki (do 20.11.2017) | 1997     | 195    | przyjmujący  |
| 7  | Ołeksandr Hriuk                | 1993     | 198    | środkowy     |
| 8  | Jurij Synycia                  | 1993     | 194    | rozgrywający |
| 9  | Ołeh Szewczenko                | 1993     | 194    | atakujący    |
| 12 | Serhij Jewstratow              | 1993     | 189    | rozgrywający |
| 14 | Wołodymyr Ostapenko            | 1998     | 198    | środkowy     |
| 15 | Witalij Kuczer                 | 1997     | 198    | atakujący    |
| 17 | Jurij Tomyn                    | 1988     | 198    | atakujący    |
| 21 | Denys Fomin                    | 1986     | 177    | libero       |

### Sezon 2016/2017
| Nr | Imię i nazwisko      | Data ur. | Wzrost | Pozycja      |
| -- | -------------------- | -------- | ------ | ------------ |
| 1  | Maksym Drozd         | 1991     | 210    | środkowy     |
| 2  | Iwan Słynczuk        | 1986     | 194    | przyjmujący  |
| 3  | Dmytro Bohdan        | 1989     | 202    | środkowy     |
| 4  | Illa Kowalow         | 1996     | 198    | przyjmujący  |
| 5  | Ołeh Płotnycki       | 1997     | 195    | przyjmujący  |
| 7  | Witalij Osadca       | 1987     | 186    | rozgrywający |
| 8  | Wołodymyr Tatarincew | 1980     | 192    | przyjmujący  |
| 9  | Dmytro Starczykow    | 1993     | 201    | środkowy     |
| 10 | Dmytro Wijecki       | 1998     | 202    | atakujący    |
| 11 | Jurij Tomyn          | 1988     | 198    | atakujący    |
| 12 | Serhij Jewstratow    | 1993     | 189    | rozgrywający |
| 13 | Pyłyp Harmasz        | 1989     | 191    | libero       |
| 14 | Wołodymyr Ostapenko  | 1998     | 198    | środkowy     |
| 16 | Tymofij Połujan      | 1998     | 198    | przyjmujący  |
| 21 | Denys Fomin          | 1986     | 177    | libero       |

### Sezon 2015/2016
| Nr | Imię i nazwisko      | Data ur. | Wzrost | Pozycja      |
| -- | -------------------- | -------- | ------ | ------------ |
| 1  | Dmytro Teriomenko    | 1987     | 199    | środkowy     |
| 2  | Iwan Słynczuk        | 1986     | 194    | przyjmujący  |
| 3  | Kostiantyn Żylinski  | 1982     | 202    | środkowy     |
| 4  | Illa Kowalow         | 1996     | 198    | przyjmujący  |
| 5  | Ołeh Płotnycki       | 1997     | 195    | przyjmujący  |
| 7  | Mykoła Moroz         | 1992     | 203    | przyjmujący  |
| 8  | Wołodymyr Tatarincew | 1980     | 192    | przyjmujący  |
| 9  | Wołodymyr Kowalczuk  | 1984     | 195    | rozgrywający |
| 10 | Dmytro Wijecki       | 1998     | 202    | atakujący    |
| 11 | Mykoła Rudnycki      | 1981     | 210    | środkowy     |
| 12 | Denys Fomin          | 1986     | 177    | libero       |
| 13 | Pyłyp Harmasz        | 1989     | 191    | libero       |
| 15 | Maksym Beducha       | 1996     | 200    | rozgrywający |
| 16 | Tymofij Połujan      | 1998     | 198    | przyjmujący  |
| 17 | Jurij Tomyn          | 1988     | 198    | atakujący    |
| 18 | Ołeksij Hołoweń      | 1999     | 192    | rozgrywający |

### Sezon 2014/2015
| Nr | Imię i nazwisko      | Data ur. | Wzrost | Pozycja      |
| -- | -------------------- | -------- | ------ | ------------ |
| 1  | Maksym Drozd         | 1991     | 210    | środkowy     |
| 2  | Lewan Kałandadze     | 1989     | 208    | przyjmujący  |
| 3  | Dmytro Storożyłow    | 1986     | 196    | rozgrywający |
| 4  | Jewhen Kapajew       | 1984     | 199    | przyjmujący  |
| 7  | Serhij Kapełuś       | 1982     | 192    | przyjmujący  |
| 8  | Wołodymyr Tatarincew | 1980     | 192    | przyjmujący  |
| 9  | Wołodymyr Kowalczuk  | 1984     | 195    | rozgrywający |
| 10 | Dmytro Teriomenko    | 1987     | 199    | środkowy     |
| 11 | Mykoła Rudnycki      | 1981     | 210    | środkowy     |
| 12 | Denys Fomin          | 1986     | 177    | libero       |
| 13 | Kostiantyn Riabucha  | 1988     | 203    | środkowy     |
| 16 | Dmytro Szawrak       | 1991     | 198    | atakujący    |
| 17 | Jurij Tomyn          | 1988     | 198    | atakujący    |
| 18 | Jan Jereszczenko     | 1990     | 198    | przyjmujący  |

### Sezon 2013/2014
| Nr | Imię i nazwisko                | Data ur. | Wzrost | Pozycja      |
| -- | ------------------------------ | -------- | ------ | ------------ |
| 1  | Maksym Drozd                   | 1991     | 210    | środkowy     |
| 2  | Lewan Kałandadze               | 1989     | 208    | przyjmujący  |
| 3  | Dmytro Storożyłow              | 1986     | 196    | rozgrywający |
| 4  | Jewhen Kapajew                 | 1984     | 199    | przyjmujący  |
| 5  | Georgi Bratoew (od 18.11.2013) | 1987     | 202    | rozgrywający |
| 7  | Serhij Kapełuś                 | 1982     | 192    | przyjmujący  |
| 8  | Wołodymyr Tatarincew           | 1980     | 192    | przyjmujący  |
| 9  | Wołodymyr Kowalczuk            | 1984     | 195    | rozgrywający |
| 10 | Dmytro Teriomenko              | 1987     | 199    | środkowy     |
| 11 | Mykoła Rudnycki                | 1981     | 210    | środkowy     |
| 12 | Denys Fomin                    | 1986     | 177    | libero       |
| 13 | Kostiantyn Riabucha            | 1988     | 203    | środkowy     |
| 16 | Dmytro Szawrak                 | 1991     | 198    | atakujący    |
| 17 | Jurij Tomyn                    | 1988     | 198    | atakujący    |
| 18 | Jan Jereszczenko               | 1990     | 198    | przyjmujący  |

### Sezon 2012/2013
| Nr | Imię i nazwisko              | Data ur. | Wzrost | Pozycja      |
| -- | ---------------------------- | -------- | ------ | ------------ |
| 1  | Maksym Drozd                 | 1991     | 210    | środkowy     |
| 3  | Dmytro Storożyłow            | 1986     | 196    | rozgrywający |
| 4  | Jewhen Kapajew               | 1984     | 199    | przyjmujący  |
| 5  | Władimir Iwanow              | 1985     | 193    | atakujący    |
| 7  | Lukas Kampa (od 07.01.2013)  | 1986     | 195    | rozgrywający |
| 8  | Wołodymyr Tatarincew         | 1980     | 192    | przyjmujący  |
| 9  | Serhij Tiutlin               | 1989     | 204    | atakujący    |
| 10 | Dmytro Teriomenko            | 1987     | 199    | środkowy     |
| 11 | Mykoła Rudnycki              | 1981     | 210    | środkowy     |
| 12 | Denys Fomin                  | 1986     | 177    | libero       |
| 13 | Kostiantyn Riabucha          | 1988     | 203    | środkowy     |
| 14 | Frank Depestele (do 12.2012) | 1977     | 191    | rozgrywający |
| 16 | Pyłyp Harmasz                | 1989     | 191    | libero       |
| 17 | Jurij Tomyn                  | 1988     | 198    | atakujący    |
| 18 | Jan Jereszczenko             | 1990     | 198    | przyjmujący  |

### Sezon 2011/2012

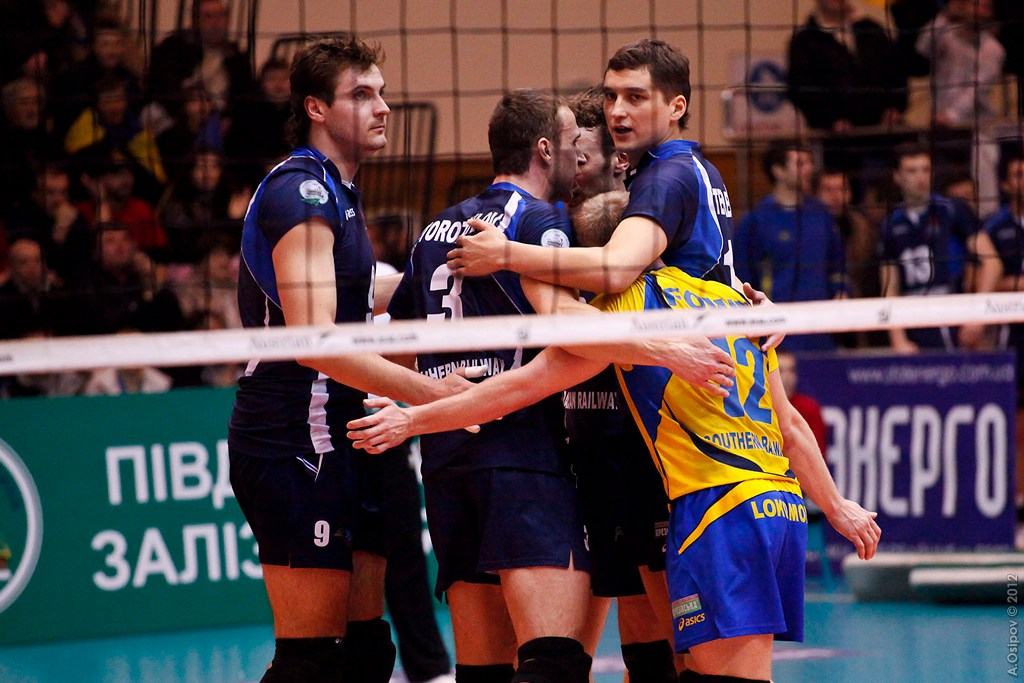
Zawodnicy Łokomotywa Charków w sezonie 2011/2012

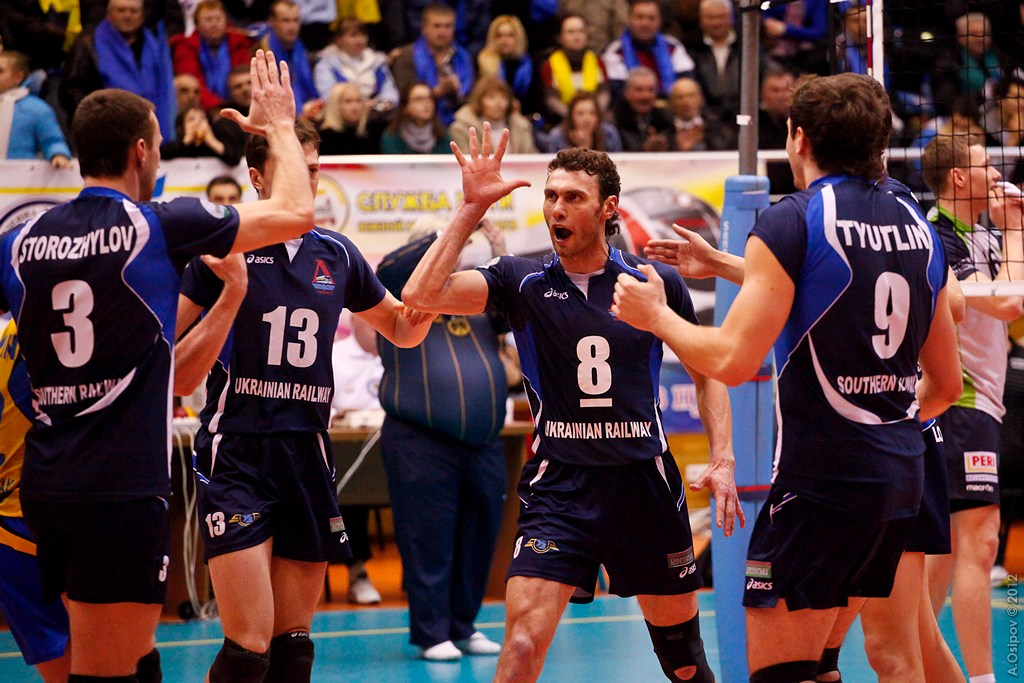
Zawodnicy Łokomotywa Charków w sezonie 2011/2012

| Nr | Imię i nazwisko      | Data ur. | Wzrost | Pozycja      |
| -- | -------------------- | -------- | ------ | ------------ |
| 1  | Maksym Drozd         | 1991     | 210    | środkowy     |
| 2  | Serhij Humeniuk      | 1979     | 190    | rozgrywający |
| 3  | Dmytro Storożyłow    | 1986     | 196    | rozgrywający |
| 4  | Jewhen Kapajew       | 1984     | 199    | przyjmujący  |
| 5  | Wadym Lichoszerstow  | 1989     | 215    | środkowy     |
| 7  | Andrij Adameć        | 1977     | 207    | atakujący    |
| 8  | Wołodymyr Tatarincew | 1980     | 192    | przyjmujący  |
| 9  | Serhij Tiutlin       | 1989     | 204    | atakujący    |
| 10 | Dmytro Teriomenko    | 1987     | 199    | środkowy     |
| 11 | Mykoła Rudnycki      | 1981     | 210    | środkowy     |
| 12 | Denys Fomin          | 1986     | 177    | libero       |
| 13 | Pyłyp Harmasz        | 1989     | 191    | libero       |
| 14 | Ihor Antoniuk        | 1984     | 204    | przyjmujący  |
| 17 | Jurij Tomyn          | 1988     | 198    | atakujący    |
| 18 | Jan Jereszczenko     | 1990     | 198    | przyjmujący  |

### Sezon 2010/2011
| Nr | Imię i nazwisko      | Data ur. | Wzrost | Pozycja      |
| -- | -------------------- | -------- | ------ | ------------ |
| 2  | Serhij Humeniuk      | 1979     | 190    | rozgrywający |
| 3  | Dmytro Storożyłow    | 1986     | 196    | rozgrywający |
| 4  | Jewhen Kapajew       | 1984     | 199    | przyjmujący  |
| 5  | Wadym Łychoszerstow  | 1989     | 215    | środkowy     |
| 8  | Wołodymyr Tatarincew | 1980     | 192    | przyjmujący  |
| 10 | Dmytro Teriomenko    | 1987     | 199    | środkowy     |
| 11 | Mykoła Rudnycki      | 1981     | 210    | środkowy     |
| 12 | Denys Fomin          | 1986     | 177    | libero       |
| 13 | Pyłyp Harmasz        | 1989     | 191    | libero       |
| 15 | Andrij Łewczenko     | 1985     | 204    | środkowy     |
| 17 | Jurij Tomyn          | 1988     | 198    | atakujący    |
| 18 | Jan Jereszczenko     | 1990     | 198    | przyjmujący  |
|    | Andrij Kucmus        | 1986     | 194    | przyjmujący  |

## Obcokrajowcy w drużynie
| Lata gry  | Imię i nazwisko  | Pozycja      |
| --------- | ---------------- | ------------ |
| 2008-2009 | Andy Rojas       | przyjmujący  |
| 2008-2009 | Zoran Jovanović  | atakujący    |
| 2012-2013 | Władimir Iwanow  | przyjmujący  |
| 2012-2013 | Frank Depestele  | rozgrywający |
| 2012-2013 | Lukas Kampa      | rozgrywający |
| 2013-2014 | Lewan Kałandadze | przyjmujący  |
| 2013-2014 | Georgi Bratoew   | rozgrywający |

## Kluby satelickie
- Łoko-Ekspress (ukr. «Локо-Экспресс» Харків) – powstał w 2010 roku na bazie zespołu Łokomotiw-2 (ukr. «Локомотив-2» Харків).
- Łokomotyw-Nadeżda (ukr. «Локомотив–Надежда» Харків) – powstał w 2011 roku na bazie zespołu Łokomotiw-3 (ukr. «Локомотив-3» Харків)